# シアワセ
「シアワセ」は、aikoのメジャー通算21作目のシングルで、ポニーキャニオンから2007年5月30日に発売。

## 概要
- 前作から10ヶ月ぶりのシングル。
- 初回限定盤のみカラートレイ仕様。
- 2007年の紅白歌合戦でこの曲を披露し、5年連続、6回目の出場を果たした。

## 収録曲
1. シアワセ
2. リップ
  - NTT DoCoMo関西 TVCMソング
3. 朝の鳥
4. シアワセ（instrumental）

- 全作詞作曲：AIKO、編曲：島田昌典